# Кафява патица
Кафявата патица (Anas chlorotis) е вид птица от семейство Патицови (Anatidae). Видът е застрашен от изчезване.

## Разпространение и местообитание
Разпространен е в Нова Зеландия.